# Voïvodie de Lublin (1975-1998)
 (décembre 2018).
Si vous disposez d'ouvrages ou d'articles de référence ou si vous connaissez des sites web de qualité traitant du thème abordé ici, merci de compléter l'article en donnant les références utiles à sa vérifiabilité et en les liant à la section « Notes et références ».
Ne doit pas être confondu avec Voïvodie de Lublin ou Voïvodie de Lublin (1474–1795).
Pour les articles homonymes, voir Lublin (homonymie).
La voïvodie de Lublin (en polonais : województwo lubelskie) était une unité de division administrative et un gouvernement local de Pologne entre 1975 et 1998. 
Son territoire s'étendait sur 6 792 km2 et il est désormais couvert par la nouvelle voïvodie de Lublin, à la suite d'une loi de 1998 réorganisant le découpage administratif du pays.
En 1998, la voïvodie comptait 1 027 300 habitants.
La capitale de la voïvodie était Lublin.

## Gouverneurs de la voïvodie
- Mieczysław Stępień – de 1975 à 1980
- Eugeniusz Grabiec – de 1980 à 1981
- Tadeusz Wilk – de 1981 à 1988
- Stanisław Sochaj – de 1988 à 1990
- Jan Wojcieszczuk – de 1990 à 1992
- Adam Cichocki – de 1992 à 1993
- Edward Hunek – de 1994 à 1997
- Krzysztof Michalski – 1998

## Bureaux de district (Powiat)
Sur la base de la loi du 22 mars 1990, les autorités locales de l'administration publique générale, ont créé quatre régions administratives associant une dizaine de municipalités.

### Bureau de district de Kraśnik
Le bureau de district de Kraśnik comprend six gminy et une ville :
- Borzechów ;
- Dzierzkowice ;
- Kraśnik ;
- Urzędów ;
- Wilkołaz ;
- Zakrzówek ;
- Kraśnik (ville).

### Bureau de district de Lubartów
Le bureau de district de Lubartów comprend quatorze gminy et une ville :
- Góra ;
- Abramów ;
- Borki ;
- Firlej ;
- Jeziorzany ;
- Kamionka ;
- Kock ;
- Lubartów ;
- Michów ;
- Niedźwiada ;
- Ostrówek ;
- Ostrów Lubelski ;
- Serniki ;
- Uścimów ;
- Lubartów (ville).

### Bureau de district de Lublin
Le bureau de district de Lublin comprend vingt-deux gminy et deux villes :
- Bełżyce ;
- Bychawa ;
- Fajsławice ;
- Głusk ;
- Jabłonna ;
- Jastków ;
- Konopnica ;
- Krzczonów ;
- Ludwin ;
- Łęczna ;
- Mełgiew ;
- Milejów ;
- Niedrzwica Duża ;
- Niemce ;
- Piaski ;
- Puchaczów ;
- Rybczewice ;
- Spiczyn ;
- Strzyżewice ;
- Trawniki ;
- Wólka ;
- Wojciechów ;
- Lublin (ville) ;
- Świdnik (ville).

### Bureau de district de Opole Lubelskie
Le bureau de district de Opole Lubelskiecomprend sept gminy :
- Chodel ;
- Józefów nad Wisłą ;
- Karczmiska ;
- Łaziska ;
- Opole Lubelskie ;
- Poniatowa ;
- Wilków.

### Bureau de district de Puławy
Le bureau de district de Puławy comprend onze gminy et deux villes :
- Baranów ;
- Garbów ;
- Janowiec ;
- Kazimierz Dolny ;
- Końskowola ;
- Kurów ;
- Markuszów ;
- Nałęczów ;
- Puławy ;
- Wąwolnica ;
- Żyrzyn ;
- Dęblin  (ville) ;
- Puławy (ville).

### Bureau de district de Ryki
Le bureau de district de Ryki comprend quatre gminy :
- Nowodwór ;
- Ryki ;
- Stężyca ;
- Ułęż.

## Villes
Population au 31 décembre 1998 :
- Lublin – 355 500
- Puławy – 50 971
- Świdnik – 43 454
- Kraśnik – 35 500
- Lubartów – 23 579
- Łęczna – 21 689
- Dęblin – 17 890
- Poniatowa – 10 012
- Ryki – 9 734
- Opole Lubelskie – 8 900
- Bychawa – 5 480

## Gminy
- Gmina Abramów
- Gmina Baranów
- Gmina Bełżyce
- Gmina Borki
- Gmina Borzechów
- Gmina Bychawa
- Gmina Chodel
- Gmina Dzierzkowice
- Gmina Fajsławice
- Gmina Firlej
- Gmina Głusk
- Gmina Jabłonna
- Gmina Janowiec
- Gmina Jastków
- Gmina Jeziorzany
- Gmina Józefów nad Wisłą
- Gmina Kamionka
- Gmina Karczmiska
- Gmina Kazimierz Dolny
- Gmina Kock
- Gmina Konopnica
- Gmina Końskowola
- Gmina Kraśnik
- Gmina Kurów
- Gmina Krzczonów
- Gmina Lubartów
- Gmina Ludwin
- Gmina Łaziska
- Gmina Łęczna
- Gmina Markuszów
- Gmina Mełgiew
- Gmina Michów
- Gmina Milejów
- Gmina Nałęczów
- Gmina Niedrzwica Duża
- Gmina Niedźwiada
- Gmina Niemce
- Gmina Nowodwór
- Gmina Opole Lubelskie
- Gmina Ostrówek
- Gmina Ostrów Lubelski
- Gmina Piaski
- Gmina Poniatowa
- Gmina Puchaczów
- Gmina Puławy
- Gmina Rybczewice
- Gmina Ryki
- Gmina Serniki
- Gmina Spiczyn
- Gmina Stężyca
- Gmina Strzyżewice
- Gmina Trawniki
- Gmina Ułęż
- Gmina Uścimów
- Gmina Wąwolnica
- Gmina Wilkołaz
- Gmina Wilków
- Gmina Wojciechów
- Gmina Wólka
- Gmina Zakrzówek
- Gmina Żyrzyn

## Powiaty
- Lublin – powiat urbaine
- Powiat de Krasnystaw – powiat rurale – seulement la gmina Fajsławice
- Powiat de Kraśnik – powiat rurale – seulement la ville de miejskiej Kraśnik et les gminy de Dzierzkowice, Kraśnik, Urzędów, Wilkołaz et Zakrzówek
- Powiat de Lubartów – powiat rurale – toutes les gminy
- Powiat de Lublin – powiat rurale – seulement les gminy de Bełżyce, Borzechów, Bychawa, Garbów, Głusk, Jabłonna, Jastków, Konopnica, Krzczonów, Niedrzwica Duża, Niemce, Strzyżewice, Wojciechów et Wólka
- Powiat de Łęczna – powiat rurale – seulement les gminy de Ludwin, Łęczna, Milejów, Puchaczów, Spiczyn
- Powiat d'Opole – powiat rurale – toutes les gminy
- Powiat de Puławy – powiat rurale – toutes les gminy
- Powiat Radzyń – powiat rurale – seulement la  gminy Borki
- Powiat de Ryki – powiat rurale – seulement la ville de Dęblin et les gminy de Nowodwór, Ryki, Stężyca et Ułęż
- Powiat de Świdnik – powiat rurale – toutes les gminy